# Albanië op de Olympische Winterspelen
Albanië maakte in 2006 haar debuut op de Olympische Winterspelen. In de Italiaanse stad Turijn kwam het land met één mannelijke alpineskiër aan de start.
Op deze pagina vindt u een overzicht van de belangrijkste prestaties van de Albanese sporters op de Olympische Winterspelen. Tot op heden slaagde nog geen enkele Albanees erin om op de Winterspelen een medaille te halen. 

## Top 3 prestaties per sport

### Alpineskiën
Super G mannen
| prestatie | naam       | jaar |
| --------- | ---------- | ---- |
| 56e       | Erjon Tola | 2006 |

Reuzenslalom mannen
| prestatie | naam       | jaar |
| --------- | ---------- | ---- |
| 35e       | Erjon Tola | 2006 |

## Medailles
Albanië heeft nog nooit een medaille tijdens de Winterspelen behaald.
| Albanië op de Olympische Winterspelen | Albanië op de Olympische Winterspelen | Albanië op de Olympische Winterspelen | Albanië op de Olympische Winterspelen | Albanië op de Olympische Winterspelen |
| ------------------------------------- | ------------------------------------- | ------------------------------------- | ------------------------------------- | ------------------------------------- |
| Jaar                                  | Goud ·                                | Zilver ·                              | Brons ·                               | Totaal                                |
| 1924                                  | -                                     | -                                     | -                                     | -                                     |
| 1928                                  | -                                     | -                                     | -                                     | -                                     |
| 1932                                  | -                                     | -                                     | -                                     | -                                     |
| 1936                                  | -                                     | -                                     | -                                     | -                                     |
| 1948                                  | -                                     | -                                     | -                                     | -                                     |
| 1952                                  | -                                     | -                                     | -                                     | -                                     |
| 1956                                  | -                                     | -                                     | -                                     | -                                     |
| 1960                                  | -                                     | -                                     | -                                     | -                                     |
| 1964                                  | -                                     | -                                     | -                                     | -                                     |
| 1968                                  | -                                     | -                                     | -                                     | -                                     |
| 1972                                  | -                                     | -                                     | -                                     | -                                     |
| 1976                                  | -                                     | -                                     | -                                     | -                                     |
| 1980                                  | -                                     | -                                     | -                                     | -                                     |
| 1984                                  | -                                     | -                                     | -                                     | -                                     |
| 1988                                  | -                                     | -                                     | -                                     | -                                     |
| 1992                                  | -                                     | -                                     | -                                     | -                                     |
| 1994                                  | -                                     | -                                     | -                                     | -                                     |
| 1998                                  | -                                     | -                                     | -                                     | -                                     |
| 2002                                  | -                                     | -                                     | -                                     | -                                     |
| 2006                                  | 0                                     | 0                                     | 0                                     | 0                                     |
| 2010                                  | 0                                     | 0                                     | 0                                     | 0                                     |
| 2014                                  | 0                                     | 0                                     | 0                                     | 0                                     |
| 2018                                  | -                                     | -                                     | -                                     | -                                     |
| 2022                                  | -                                     | -                                     | -                                     | -                                     |
| Totaal                                | 0                                     | 0                                     | 0                                     | 0                                     |